# Korakodu, Sorab
Korakodu là một làng thuộc tehsil Sorab, huyện Shimoga, bang Karnataka, Ấn Độ.